# John K. Richards

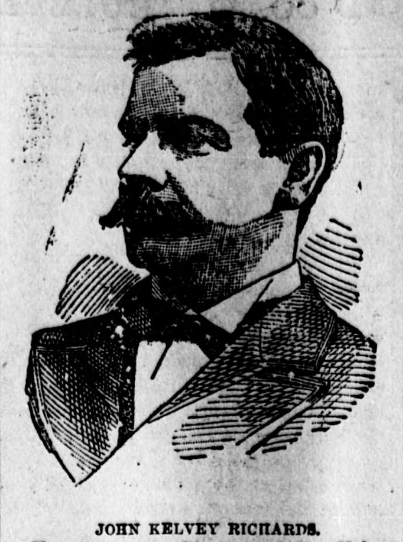
John K. Richards

John Kelvey Richards (* 15. März 1856 in Ironton, Ohio; † 1. März 1909 in Cincinnati, Ohio) war ein US-amerikanischer Jurist, Politiker und United States Solicitor General.

## Biografie
Nach dem Schulbesuch studierte er zuerst von 1870 bis 1875 am Swarthmore College und erwarb dort einen Bachelor of Arts (A.B.). Ein folgendes Studium an der Harvard University schloss er 1877 mit einem weiteren Bachelor of Arts ab. Nach seiner Zulassung zum Rechtsanwalt im Bundesstaat Ohio 1879 war er zunächst für kurze Zeit als Anwalt tätig, ehe er von 1882 bis 1882 Vertreter der Anklage (Prosecuting Attorney) in Lawrence County war. Nach einer erneuten Tätigkeit als Rechtsanwalt war er zwischen 1885 und 1889 Solicitor seiner Geburtsstadt Ironton.
Richards, der Mitglied der Republikanischen Partei war, gehörte während der 8. Legislaturperiode von 1890 bis 1892 dem Senat von Ohio als Mitglied an. Anschließend war er als Attorney General zwischen 1892 und 1896 Justizminister der Staatsregierung von Ohio. Im Juli 1897 ernannte ihn US-Präsident William McKinley zum Solicitor General. Damit nahm John Richards bis März 1903 die dritthöchste Funktion im Justizministerium der Vereinigten Staaten ein.
Anschließend erfolgte seine Berufung zum Richter am 6. United States Court of Appeals mit Sitz in Cincinnati. Diesem Bundesberufungsgericht gehörte er bis zu seinem Tode an.